# Mąkoszyce (Kobyla Góra)
Mąkoszyce (deutsch Mangschütz) ist ein Ort in der Landgemeinde Kobyla Góra im Powiat Ostrzeszowski der Woiwodschaft Großpolen in Polen.

## Geschichte

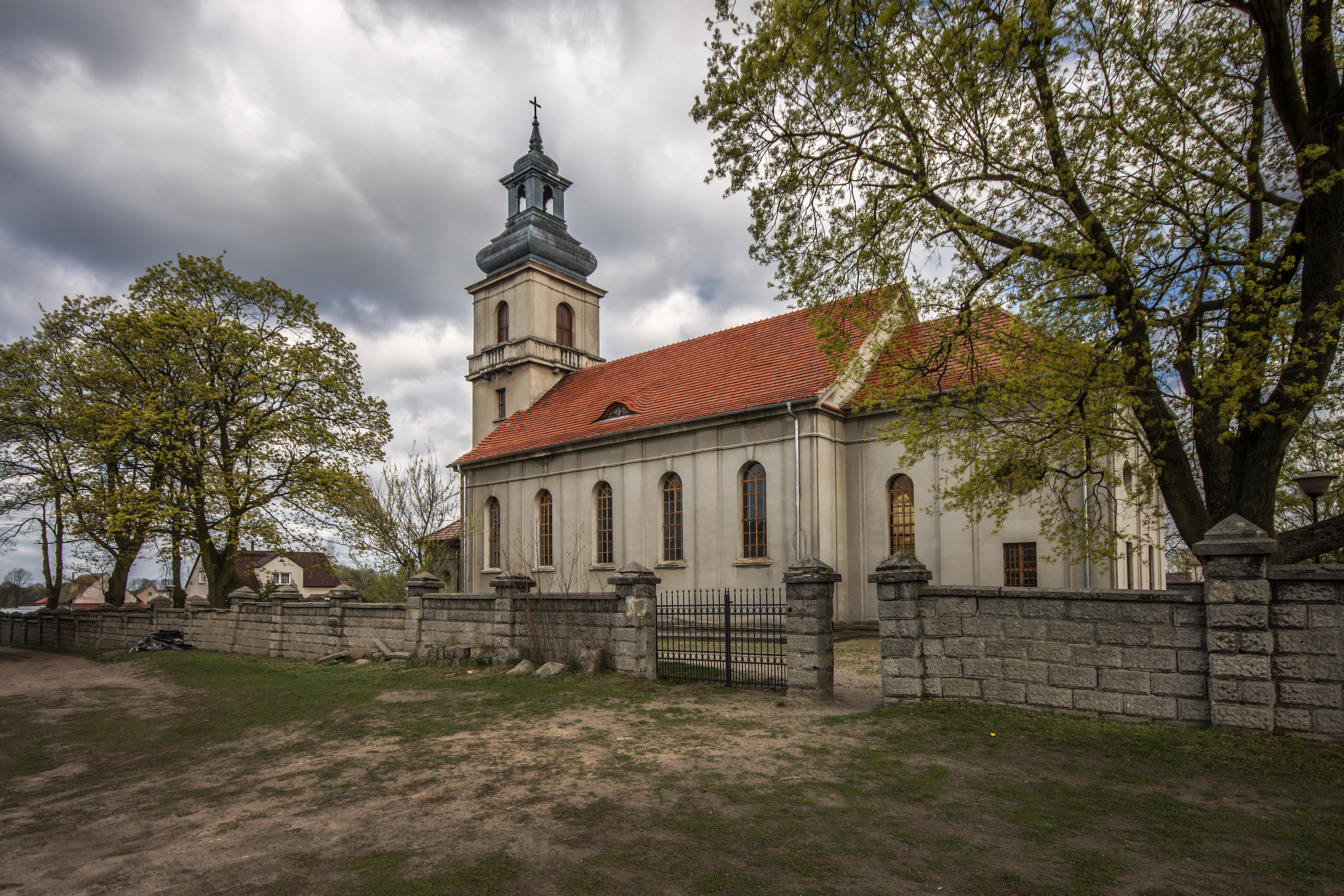
Ortskirche

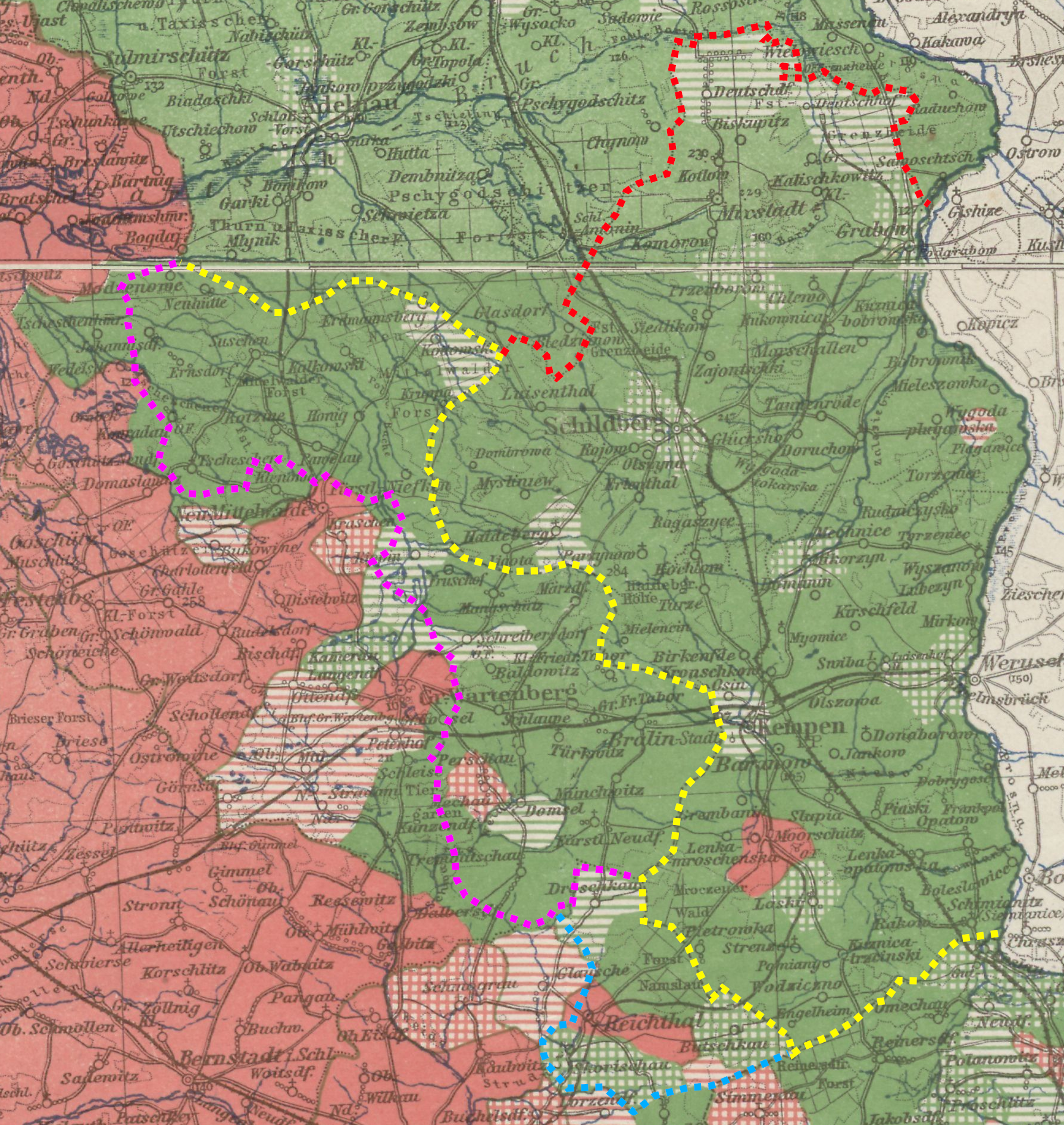
Sprachkarte aus dem Jahr 1910: Gelbe gestrichelte Linie: schlesisch-großpolnische Grenze, rosarote gestrichelte Linie: neue Grenze aus dem Jahr 1920

1297 wurde ein Priester aus „Manchossich“ erwähnt. Die Pfarrei wurde 1376 schriftlich erwähnt. Ab 1560 war die Kirche protestantisch, 1629 bis 1633 und ab 1648 wieder römisch-katholisch. 1800 zog die Gemeinde aus der ruinierten Kirche ganz aus. Die neue römisch-katholische Holzkirche für die Pfarrei Marcinki-Mąkoszyce (Märzdorf-Mangschütz) wurde 1801 bis 1803 in Marcinki errichtet.
Mangschütz gehörte von 1818 bis 1920 zum Landkreis Groß Wartenberg an. Mit dem überwiegend polnischsprachigen Ostteil des Landkreises wurde Mąkoszyce zum 10. Januar 1920 infolge des Versailler Vertrags vom Deutschen Reich an das wiedergegründete Polen abgetreten. Seitdem ist Mąkoszyce mit der Woiwodschaft Posen bzw. Großpolen verbunden.
Im Jahr 1921 gab es in der Gemeinde Mąkoszyce im Powiat Ostrzeszów 140 Häuser mit 806 Einwohnern, 507 hielten sich für polnischer und 299 für deutscher Nationalität, 310 waren römisch-katholisch, 496 evangelisch.
Die Protestanten gehörten der Gemeinde in Pisarzowice (Schreibersdorf). 1932/1933 wurde der Sitz der römisch-katholischen Pfarrei von Marcinki-Mąkoszyce in die neue gemauerte Kirche verlegt.
Beim Überfall auf Polen 1939 wurde das Gebiet von den Deutschen besetzt und dem Landkreis Kempen im Reichsgau Wartheland zugeordnet. Nach dem Krieg verließ der Rest der Protestanten den Ort.
Von 1975 bis 1998 gehörte Mąkoszyce zur Woiwodschaft Kalisz.